# Orsidis andamanensis
Orsidis andamanensis là một loài bọ cánh cứng trong họ Cerambycidae.